# النفاذ غير الموحد للذاكرة
النفاذ غير الموحد للذاكرة (بالإنجليزية: Non-Uniform Memory Access or Non-Uniform Memory Architecture : NUMA)‏ هو تصميم لذاكرة الحاسوب تستخدم في حالة تعدد المعالجات، حيث مدة الوصول إلى الذاكرة يعتمد على موقع الذاكرة بالنسبة إلى المعالج. يمكن للمعالج الوصول إلى الذاكرة المحلية الخاصة به أسرع من الذاكرة غير المحلية، فالذاكرة غير موحدة الوصول هي، ذاكرة محلية لمعالج آخر أو ذاكرة مشتركة بين المعالجات.
منطقيا بنية الذاكرة غير موحدة الوصول تتبع التوسع بنية المعالجات المتعددة المتماثلة. ساهم في التنمية التجارية لها كل من بوروز (يونيسيس لاحقا)، كونفكس كمبيوتر (لاحقا هوليت باكارد)، سيليكون غرافيكس، سيكوانت كبيوتر سيستمز، دايتا جنرال أند ديجتال طوال تسعينيات القرن العشرين. تطوير هذه الشركات لتقنيات ظهرت في مجموعة متنوعة من أنظمة التشغيل مثل يونكس وأشباهه، وإلى حد ما في ويندوز ان تي.